# Hermann Amos (Ingenieur)
Hermann Gottfried Karl Emil Konrad Amos (* 21. Juni 1880 in Kulmbach; † 6. September 1950 in Dresden) war ein deutscher Ingenieur und Baubeamter.

## Leben
Er war der Sohn des Kulmbacher Schlossermeisters Friedrich Gustav Adolph Hermann Amos und dessen Ehefrau Amalie Lisette Maria geborene Hagen. Nach dem Schulbesuch schlug er eine technische Laufbahn ein. Das Studium schloss er als Diplom-Ingenieur ab. Er hatte sich auf Materialprüfung und Baustofflehre, insbesondere den Umgang mit Eisenbeton spezialisiert und war als Staatsbaupraktikant zunächst in Kulmbach in den bayerischen und später in den sächsischen Staatsdienst getreten, wo er zum Regierungsbaumeister und später bis zum Regierungsbaumeister aufgestiegen ist. Als solcher wurde er Fachgruppenleiter des Materialprüfungsamtes in Dresden-Altstadt. 1932 erhielt er an der Technischen Hochschule in Dresden einen Lehrauftrag. Hier führte er am Versuchs- und Materialprüfamt an der Technischen Hochschule gemeinsam mit Willy Gehler in den Jahren 1928 bis 1930 Versuche mit kreuzweise bewehrten Platten und in den Jahren 1932 und 1933 Versuche über Elastizität, Plastizität und Schwinden von Beton durch und publizierte mehrfach über die dabei gewonnenen Ergebnisse. Außerdem verfügte er über mehrere Patente und beschäftigte sich vor allem mit Wärmewirtschaft im Stadt- und Siedlungswesen. Gegen Ende des Zweiten Weltkrieges und in der Nachkriegszeit forschte er hauptsächlich zum Feuerschutz an Gebäuden.
Amos war seit 1913 mit Käthe Geyer aus einer Gärtnerfamilie verheiratet. Beide wohnten fortan in Hohendölzschen, einer Gemeinde, die 1945 nach Dresden eingegliedert wurde. 1942 wurde die Ehe geschieden. Er wurde 1950 auf dem Friedhof Dölzschen bestattet.
Er war u. a. Mitglied des historischen Vereins für Oberfranken zu Bayreuth.

## Schriften (Auswahl)
- Versuche mit Plattenbalken zur Ermittlung der Einflüsse von wiederholter Belastung, Witterung u. Rauchgasen und zwar auf lange Dauer und bei häufiger Wiederholung, ausgeführt im Versuchs- und Materialprüfungsamt der Technischen Hochschule Dresden in den Jahren 1914 bis 1920. Ernst & Sohn, Berlin 1925.
- (mit Willy Gehler): Versuche mit kreuzweise bewehrten Platten, ausgeführt im Versuchs- und Materialprüfungsamt an der Technischen Hochschule Dresden in den Jahren 1928 bis 1930 (Deutscher Ausschuß für Eisenbeton, Heft 70). Ernst & Sohn, Berlin 1932.
- (mit Willy Gehler): Versuche über Elastizität, Plastizität und Schwinden von Beton, ausgeführt im Versuchs- und Materialprüfungsamt an der Technischen Hochschule Dresden in den Jahren 1932 und 1933 (Deutscher Ausschuß für Eisenbeton, Heft 78). Ernst & Sohn, Berlin 1934.
- Baulicher Feuerschutz. Elsner, Berlin 1944.
- Leichtbauplatten und Feuerschutz. Halle/Saale 1948.